# Жуан Батіста Каземіро Маркес
Жуан Батіста Каземіро Маркес (порт. João Batista Casemiro Marques; 4 березня 1975, Катагуазіс, штат Мінас-Жерайс, Бразилія) — бразильський футболіст, півзахисник. Має подвійне громадянство, в турецькому паспорті у нього ім'я Мертол Каратай (тур. Mertol Karatay).

## Життєпис
У сезоні 1996/97 виступав за турецький «Газіантепспор», зіграв 25 матчів і забив 3 голи. Потім виступав на батьківщині в клубі «Уніао Сан-Жоан». У 2000 році повернувся в «Газіантепспор».
Взимку 2002 року перейшов в «Галатасарай». Разом з командою став чемпіоном Туреччини і срібним призером першості.
У липні 2004 року перейшов в донецький «Шахтар», підписавши трирічний контракт. Тренером донеччан був Мірча Луческу, який працював разом з ним в «Галатасараї». В чемпіонаті України Жуан дебютував 31 липня 2004 року в матчі проти донецького «Металурга» (3:0), Жуан Батіста вийшов на 82 хвилині замість Матузалема. Разом з командою дійшов до 1/8 Кубка УЄФА, де «Шахтар» програв голландському АЗ. Також разом з командою став чемпіоном України і дійшов до фіналу Кубка, де «Шахтар» програв київському «Динамо» (1:0). Влітку 2005 року Жуану Батісті довелося покинути «Шахтар» через велику кількість легіонерів у клубі і наявний ліміт на легіонерів.
У липні 2005 року підписав однорічний контракт з турецьким «Коньяспором». Після чого виступав за клуб «Касимпаша», а завершив кар'єру в команді «Мерсін Ідманюрду».

## Досягнення
- Чемпіон Туреччини (1): 2001/02
- Срібний призер чемпіонату Туреччини (1): 2002/03
- Чемпіон України (1): 2004/05
- Фіналіст Кубка України (1): 2004/05